# Solitari de Townsend
El solitari de Townsend (Myadestes townsendi) és un ocell de la família dels túrdids (Turdidae).

## Hàbitat i distribució
Habita els boscos de coníferes de l'est i sud d'Alaska, zona occidental del Canadà i dels Estats Units i nord i centre de Mèxic.